# Canton de Laval-1
Le canton de Laval-1 est une circonscription électorale française du département de la Mayenne.

## Histoire
Un nouveau découpage territorial de la Mayenne entre en vigueur à l'occasion des élections départementales de 2015. Il est défini par le décret du 21 février 2014, en application des lois du 17 mai 2013 (loi organique 2013-402 et loi 2013-403). Les conseillers départementaux sont, à compter de ces élections, élus au scrutin majoritaire binominal mixte. Les électeurs de chaque canton élisent au Conseil départemental, nouvelle appellation du Conseil général, deux membres de sexe différent, qui se présentent en binôme de candidats. Les conseillers départementaux sont élus pour 6 ans au scrutin binominal majoritaire à deux tours, l'accès au second tour nécessitant 12,5 % des inscrits au 1er tour. En outre la totalité des conseillers départementaux est renouvelée. Ce nouveau mode de scrutin nécessite un redécoupage des cantons dont le nombre est divisé par deux avec arrondi à l'unité impaire supérieure si ce nombre n'est pas entier impair, assorti de conditions de seuils minimaux. Dans la Mayenne, le nombre de cantons passe ainsi de 32 à 17.
Le canton de Laval-1 est formé d'une fraction de la commune de Laval. Le bureau centralisateur est situé à Laval.

## Représentation
| Période élective | Période élective | Mandat | Mandat   | Identité          | Nuance | Nuance | Qualité                                                                                       |
| ---------------- | ---------------- | ------ | -------- | ----------------- | ------ | ------ | --------------------------------------------------------------------------------------------- |
| 2015             | 2021             | 2015   | 2021     | Xavier Dubourg    |        | UDI    | Responsable d’agence services à la personne, conseiller municipal de Laval, 7e vice-président |
| 2015             | 2021             | 2015   | 2021     | Chantal Grandière |        | LR     | Assistante milieu associatif, conseillère municipale de Laval                                 |
| 2021             | 2028             | 2021   | en cours | Antoine Caplan    |        | PS     | Cadre territorial, adjoint au maire de Laval                                                  |
| 2021             | 2028             | 2021   | en cours | Nadège Davoust    |        | EELV   | Professeure en lycée professionnel, adjointe au maire de Laval                                |

### Résultats détaillés

#### Élections de mars 2015
À l'issue du 1er tour des élections départementales de 2015, deux binômes sont en ballottage : Xavier Dubourg et Chantal Grandière (Union de la Droite, 39,78 %) et Jean-Christophe Boyer et Simone Touchard (Union de la Gauche, 34,24 %). Le taux de participation est de 52,83 % (6 881 votants sur 13 025 inscrits) contre 50,77 % au niveau départemental et 50,17 % au niveau national.
Au second tour, Xavier Dubourg et Chantal Grandière (Union de la Droite) sont élus avec 53,48 % des suffrages exprimés et un taux de participation de 52,39 % (3 339 voix pour 6 824 votants et 13 025 inscrits).

#### Élections de juin 2021
Le premier tour des élections départementales de 2021 est marqué par un très faible taux de participation (33,26 % au niveau national). Dans le canton de Laval-1, ce taux de participation est de 34,47 % (4 347 votants sur 12 610 inscrits) contre 32,1 % au niveau départemental. À l'issue de ce premier tour, deux binômes sont en ballottage : Antoine Caplan et Nadège Davoust (Union à gauche avec des écologistes, 51,99 %) et Chantal Grandière et Henri Renié (DVC, 37,71 %).
Le second tour des élections est marqué une nouvelle fois par une abstention massive équivalente au premier tour. Les taux de participation sont de 34,36 % au niveau national, 32,97 % dans le département et 37,23 % dans le canton de Laval-1. Antoine Caplan et Nadège Davoust (Union à gauche avec des écologistes) sont élus avec 55,92 % des suffrages exprimés (2 497 voix pour 4 695 votants et 12 610 inscrits),,.

## Composition
| Nom                           | Code Insee | Intercommunalité       | Superficie (km2) | Population (dernière pop. légale)                | Densité (hab./km2) | Modifier                                    |
| ----------------------------- | ---------- | ---------------------- | ---------------- | ------------------------------------------------ | ------------------ | ------------------------------------------- |
| Laval (bureau centralisateur) | 53130      | CA Laval Agglomération | 34,22            | Fraction : 18 917 (2022) Commune : 49 474 (2022) | 1 446              | modifier les données · modifier les données |
| Canton de Laval-1             | 5310       |                        |                  | 18 917 (2022)                                    |                    | modifier les données                        |

Le canton de Laval-1 comprend la partie de la commune de Laval située à l'ouest et au sud d'une ligne définie par l'axe des voies et limites suivantes : depuis la limite territoriale de la commune de Saint-Berthevin, rue de Bretagne, rue du Général-de-Gaulle, place du 11-Novembre, rue de Verdun, cours de la Mayenne, Pont-Vieux, quai Albert-Goupil, quai d'Avenières, cours de la Mayenne, rue de la Cale, rue Victor-Boissel, boulevard Francis-Le-Basser, rue Oudinot, rue Marceau, rue de la Chartrière, rue Bessières, rond-point, boulevard Kellermann, avenue Kléber, avenue de Tours, route de Tours, jusqu'à la limite territoriale de la commune de Forcé.

## Démographie
En 2022, le canton comptait 18 917 habitants, en évolution de −0,83 % par rapport à 2016 (Mayenne : −0,73 %, France hors Mayotte : +2,11 %).
| 2013   | 2018   | 2022   |
| ------ | ------ | ------ |
| 19 455 | 19 339 | 18 917 |